# شهرستان پاینچنو
شهرستان پاینچنو (به لاتین: Pajęczno County، تلفظ: [paˈjɛnt͡ʂnɔ]) یک شهرستان در لهستان است که در استان ووتسکی واقع شده‌است.

## خصوصیات
شهرستان پاینچنو ۸۰۴٫۱۴ کیلومترمربع مساحت و ۵۳٬۳۹۵ نفر جمعیت دارد.